# Antonio Burks
Antonio Cornell Burks (nacido el 25 de febrero de 1980 en Memphis, Tennessee, Estados Unidos) es un exjugador de baloncesto estadounidense. Con 1.85 metros de estatura, jugaba en el puesto de base.

## Trayectoria
Sus primeros pasos como jugador los dio con el Booker T Washington High School de Memphis, para un año después moverse al Hiawasee Junior College y más tarde ser invitado a la Universidad de Memphis. 
Tras terminar su carrera universitaria, fue elegido en la segunda ronda del Draft de la NBA de 2004 por los Orlando Magic, aunque no llegó a debutar ya que fue traspasado al equipo de su ciudad, los Memphis Grizzlies. En su primera temporada, Burks promedió 3 puntos en 24 partidos jugados como novato.
En 2006 fue contratado por los Miami Heat, pero el equipo no contó con él para la temporada y quedó libre. El 3 de noviembre del mismo año firmó un contrato por un año con el Estrella Roja de Belgrado.